# Coregonus pollan
Coregonus pollan és una espècie de peix de la família dels salmònids i de l'ordre dels salmoniformes.

## Morfologia
Els mascles poden assolir 35 cm de llargària total i 450 g de pes.

## Alimentació
Menja invertebrats del fons aquàtics i crustacis semipelàgics (Mysis relicta).

## Distribució geogràfica
Es troba a Europa: Irlanda.

## Longevitat
Viu fins als 10 anys.